# Pointe-Noire
Pointe-Noire is, qua inwoneraantal, de tweede stad van Congo-Brazzaville (663.400 in 2005) en vormt daarnaast een zelfstandig departement. De stad ligt op een landtong van de Pointe-Noirebaai en aan de Atlantische Oceaan, iets ten noorden van de Angolese exclave Cabinda. De haven van Pointe-Noire werd aangelegd in 1934 en in 1939 in gebruik gesteld. Pointe-Noire vormt het belangrijkste haven- en economisch centrum van het land en een belangrijk communicatiepunt voor verbindingen naar het binnenland van Centraal-Afrika.

## Geschiedenis
De naam Pointe-Noire ("zwart punt") is afkomstig van Portugese handelsvaarders die in 1484 een massief van zwarte rotsen zagen op de landtong die vervolgens de naam 'Ponta Negra' kreeg en een markeringspunt vormde voor schepen. Nadat de Franse kolonisator Savorgnan de Brazza een verdrag sloot met de lokale koning Makoko aan de oever van de Kongo, werden Franse kolonisten uitgestuurd om de nieuwe gebieden in te nemen voor Frankrijk. Op 23 maart 1883 sloot een Franse luitenant een vergelijkbaar verdrag met koning Maloango, waarmee het gebied rond het huidige Pointe-Noire Frans gebied werd en ontstond er een klein vissersdorp. In 1903 werd het tot onderdeel van de Franse kolonie Midden-Kongo gemaakt.
In 1910 werd Frans-Equatoriaal-Afrika opgericht en kregen Franse bedrijven toestemming om de Midden-Congo (het huidige Congo-Brazzaville) te exploiteren. Al snel bleek de noodzaak voor de aanleg van een spoorlijn vanaf Brazzaville, dat toen het handelskruispunt was van de Congo en de Ubangi. Door stroomversnellingen voorbij Brazzaville konden schepen daar niet verder naar de Atlantische Oceaan varen en werd gezocht naar een alternatief in de vorm van een spoorlijn. Aanvankelijk was Libreville uitgekozen als plek voor een diepzeehaven, maar uiteindelijk werd Pointe-Noire uitgekozen. De aanleg van de Congo-Oceaanspoorlijn startte in 1921 en leidde tot de bouw van een nieuw Pointe-Noire vanaf 22 mei 1922. In 1924 werd hiervoor een stedelijk plan opgesteld dat uitging van een Europees stadsdeel en een stadsdeel voor de inheemse bevolking. In 1928 had de stad ongeveer 3000 inwoners (met name spoorweg- en havenarbeiders voor de bouw) en kreeg toegang tot een drinkwatersysteem. In 1934 kwam zowel de haven als de spoorlijn gereed, waarbij de laatste werd ingewijd door gouverneur Raphael Antonetti. Ook werd tussen 1932 en 1934 een luchthaven aangelegd bij de stad en in 1936 een ziekenhuis. Het eerste schip zou de haven pas in 1942 aandoen, toen de binnendijk van de haven gereedkwam.
In 1950 was het aantal inwoners gestegen tot 20 000 en woonden er meer mensen in het 'inheemse' dan in het Europese deel van de stad. Dat jaar werd de stad uitgeroepen tot hoofdstad van de kolonie Midden-Congo en werd Brazzaville de hoofdstad van Frans-Equatoriaal-Afrika. In 1957 werd Midden-Congo hernoemd tot Congo-Brazzaville, hoewel het nog niet onafhankelijk was. Dat jaar braken incidenten uit rond de verkiezingen van 1958. De partij Union Démocratique pour la Défense des Interets Africains (UDDIA) won de verkiezingen en liet de hoofdstad overplaatsen naar Brazzaville daar Pointe-Noire onder de invloed van de politieke oppositie stond.
Pointe-Noire bleef een groeipool en was de modernste stad in 1960 toen Congo haar onafhankelijkheid verwierf. Rond 1980 werd er olie gevonden, waarop het Franse bedrijf Elf Aquitaine naar de stad kwam en de bevolking snel steeg. In 1982 was de bevolking reeds verdubbeld en in 1994 was ze gegroeid tot 360 000.
Door de burgeroorlogen van 1997 en 1999 ontstond een vluchtelingenstroom van mensen uit de omliggende provincies Lékoumou, Niari, Bouenza en Pool, waardoor de bevolking nog verder opliep en momenteel op ruim 600 000 wordt geschat.

## Structuur
Pointe-Noire is verdeeld in vier gebieden:
- Patrice Emery Lumumba (12 districten), de oudste van de vier;
- Mvou-Mvou (10 districten);
- Tié-Tié (7 districten), bevat het grootste deel van de bevolking;
- Loandji (20 districten).

## Economie en transport
Pointe-Noire is het oliecentrum van Congo-Brazzaville, een van de grootste olie-exporteurs van Afrika. De olie uit Pointe-Noire wordt geëxploiteerd door het Franse Elf Aquitaine.
Andere grote industrieën in Pointe-Noire zijn de visindustrie en de exploitatie van Potas. Er bevindt zich ook een scheepswerf.
Pointe-Noire heeft een eigen luchthaven, een van de grootste van het land.
Verder zijn er drie spoorwegstations.

## Geboren
- Delvin N'Dinga (14 maart 1988), voetballer

## Stedenbanden
- Dalian (China)
- Le Havre (Frankrijk)

Bouenza · Cuvette · Brazzaville · Cuvette-Ouest · Kouilou · Lékoumou · Likouala · Niari · Plateaux · Pointe-Noire · Pool · Sangha